# Choking Victim
I Choking Victim sono una band hardcore punk-ska punk nata a New York, USA, nel 1992. la band, molto influenzata dalle sonorità rocksteady ha anche coniato un proprio genere musicale chiamato crack rocksteady.

## Storia
La band, famosa per i suoi testi molto politici e per i numerosi richiami al satanismo, si sciolse dopo il primo giorno di registrazione del suo primo album No Gods, No Managers, ma quanto inciso fu comunque sufficiente per permettere la pubblicazione del disco. Dopo lo scioglimento, alcuni componenti formarono il gruppo Leftöver Crack ed altri i INDK.
Nel novembre del 2000, la band si riunì con la sua formazione originaria per alcuni concerti negli Stati Uniti e decise anche di iniziare un tour che li avrebbe portati nell'America Latina.

## Discografia

### Album studio
- 1999 - No Gods, No Managers
- 2000 - Crack Rock Steady/Squatta's Paradise

### EP
- 1995 - Crack Rock Steady
- 1996 - Squatta's Paradise
- 1998 - Victim Comes Alive
- 1999 - No Gods, No Managers